# Playa de Xunqueiro
La playa de Xunqueiro (también conocida como el arenal del Fuchiño, la Mosca o de Monduíña) es una de las playas que pertenecen a la ciudad de Vigo, está situada en el barrio de Canido, en la parroquia de San Miguel de Oya. Tiene 570 metros de largo por 10 metros de ancho.

## Características
Se trata de una playa bordeada por urbanizaciones, con una longitud de 570 metros con algún afloramiento rocoso entre sus blancas arenas. La punta Marosa la delimita por el oeste, mientras que las instalaciones del muelle de Canido lo hacen por el este. Se localiza al oeste del barrio de Canido y desde ella se visualiza perfectamente la Isla de Toralla con su puente de acceso.

## Servicios
Cuenta con rampas de acceso, papeleras y servicio de limpieza.

## Accesos
Al arenal se accede en vehículo rodado por la carretera costera de Vigo a Bayona (PO-325) al oeste de Canido.
El autobús interurbano que presta servicios a esta playa es la línea Vigo-Bayona con una parada a 0,5 kilómetros.

## Otros
En su margen izquierda aparecen pequeños islotes, lo que la convierte en un buen lugar para el aprendizaje del buceo. Mirador.